# Leucocroton virens
Leucocroton virens är en törelväxtart som beskrevs av August Heinrich Rudolf Grisebach. Leucocroton virens ingår i släktet Leucocroton och familjen törelväxter.

## Underarter
Arten delas in i följande underarter:
- L. v. glaber
- L. v. virens